# Ancyluris meliboeus
Espèce
Ancyluris meliboeus est un insecte lépidoptère appartenant à la famille  des Riodinidae et au genre Ancyluris.

## Taxonomie
Ancyluris meliboeus a été décrit par Johan Christian Fabricius en 1777 sous le nom de Papilio meliboeus.

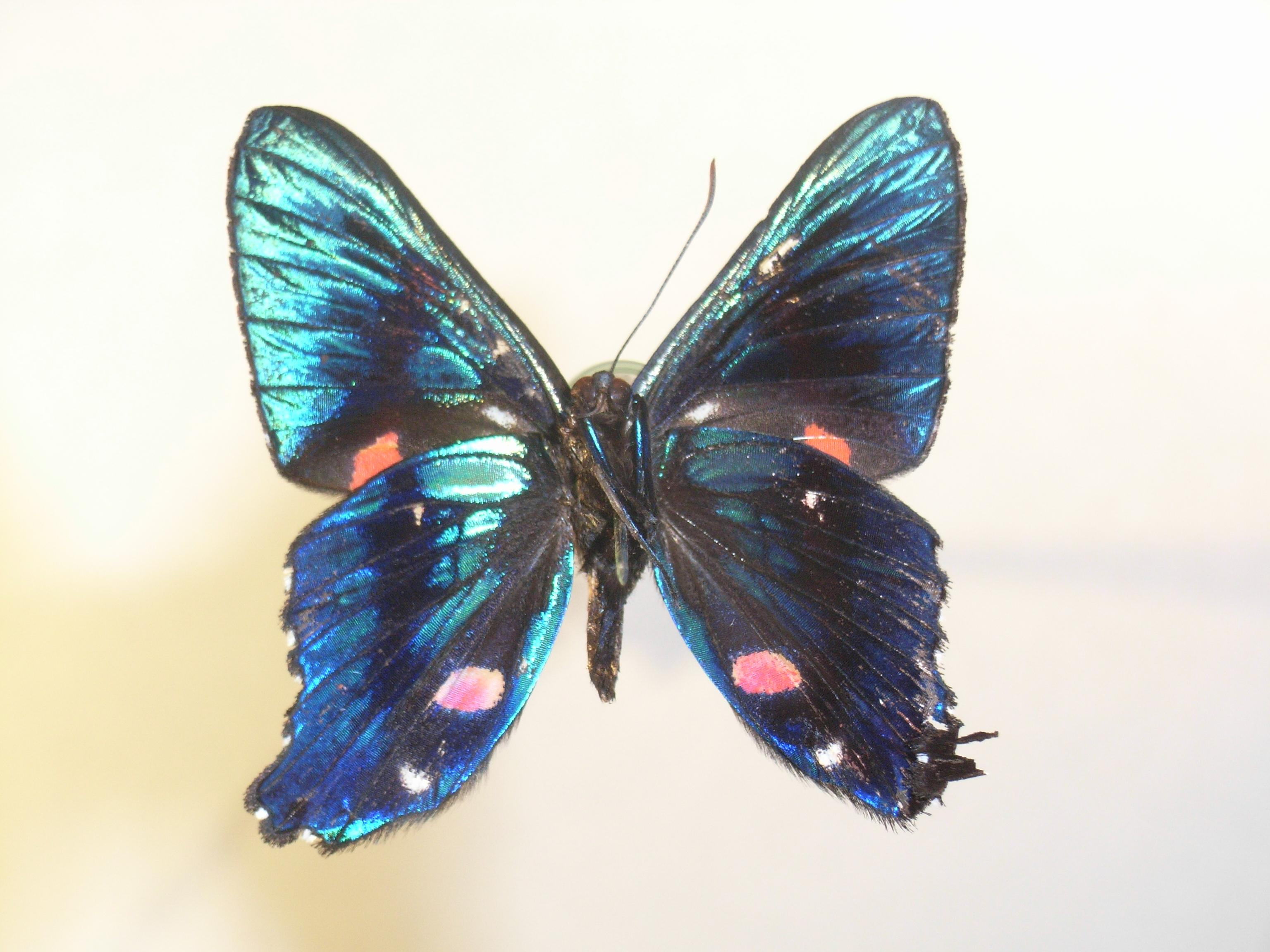
revers du mâle

### Sous-espèces
- Ancyluris meliboeus meliboeus; présent en Guyane, au Surinam, au Brésil et au Pérou.
- Ancyluris meliboeus euaemon Stichel, 1910; en Colombie, en Bolivie et au Pérou.
- Ancyluris meliboeus julia (Saunders, 1850); présent au Brésil[1].

### Noms vernaculaires
Il se nomme Meliboeus Swordtail en anglais

## Description
Ancyluris meliboeus est un papillon de taille moyenne avec une envergure entre 35 mm et 40 mm, les femelles étant plus grandes que les mâles. Le dessus est noir avec les ailes antérieures traversées d'une ligne rouge qui se continue aux ailes postérieures et se double d'une partielle ligne submarginale du même rouge.  Le revers est semblable chez la femelle, bleu métallique et vert métallique dans la partie basale chez le mâle.

## Écologie et distribution
Ancyluris meliboeus est présent en Guyane, au Surinam, en Colombie, en Bolivie, au Brésil et au Pérou.

### Biotope
Il réside dans la forêt tropicale amazonienne.

### Protection
Pas de statut de protection particulier.